# بینج ایتینگ
اختلال بینج ایتینگ یا پرخوری در مدت کوتاه (به انگلیسی: Binge eating) یک اختلال خوردن است که فرد مبتلا به این اختلال، مقادیر انبوهی از غذا را در یک مدت کوتاه می‌خورد. تفاوت «بینج ایتینگ» با «پرخوری» (Overeating) در این است که فرد مبتلا به بینج ایتینگ در مدت «زمان کوتاه» مقادیر زیاد غذا می‌خورد اما فرد پرخور، فقط غذای زیادی نسبت به دیگران می‌خورد.
افراد مبتلا به اختلال بینج ایتینگ به‌طور «مکرر» به پرخوری می‌پردازند و در عرض مدتی کوتاه مقادیر انبوهی از غذا و بیشتر از حد معمول می‌خورند. برخلاف پرخوری عصبی (bulimia nervosa) بیماران مبتلا به اختلال بینج ایتینگ بعد از هر دورهٔ بینج ایتینگ به هیچ‌گونه رفتارهای تصفیه یا جبران‌سازی (مثلا استفاده از داروهای مسهل) نمی‌پردازند. دوره‌های بینج معمولاً در خفا و پنهانی روی می‌دهند و غذاهای مصرفی در هر دوره بینج ایتینگ معمولاً حاوی مقادیر زیادی کالری هستند. در طول بیننچ ایتینگ فرد احساس می‌کند که قادر به کنترل کردن رفتار خود نیست.

## نرخ شیوع
اختلال بینج ایتینگ رایج‌ترین اختلال در اختلالات خورد و خوراک است. این اختلال در تقریباً ۲۵ درصد بیمارانی که برای چاقی به پزشک مراجعه می‌کنند و در ۵۰ تا ۷۵ درصد افرادِ به شدت چاق (شاخص توده بدنی بالای ۴۰) روی می‌دهد. این بیماری در زنان ۴ درصد و در مردان ۲ درصد احتمال پدیدار شدن دارد.

## سبب‌شناسی
علت اختلال بینج ایتینگ ناشناخته است. سبک‌های شخصیتی تکانشگر و برون‌گرا و همچنین افرادی که رژیم غذایی بسیار کم کالری می‌گیرند به این اختلال ربط داده می‌شوند. اختلال بینج ایتینگ ممکن است در دوره‌های پراسترس نیز روی دهد. بعضی افراد از بینج ایتینگ برای کاهش دادن اضطراب یا خلق‌های افسرده استفاده می‌کنند.

## تشخیص و ویژگی‌های بالینی
برای تشخیص این که یک فرد به بینج ایتینگ مبتلا است باید چهار خصوصیت اصلی زیر به مدت حداقل ۱ بار در هفته و حداقل سه ماه روی دهد:
1. فرد سریع‌تر از حالت عادی غذا می‌خورد و آن‌قدر می‌خورد تا به طرز ناراحت‌کننده‌ای سیر می‌شود.
2. حتی وقتی گرسنه نیست مقادیر انبوهی غذا می‌خورند.
3. در تنهایی غذا می‌خورند زیرا از اینکه دیگران ببینند چقدر غذا می‌خورد خجالت می‌کشند.
4. بعد از پرخوری سریع احساس گناه می‌کند یا از پرخوری خود به شدت ناراحت می‌شود و از خودش بدش می‌آید.

تقریباً نیمی از افراد مبتلا به بینج ایتینگ چاق هستند. (بی‌ام‌آی بالای ۴۰) شروع چاقی در افراد چاق مبتلا به اختلال بینج ایتینگ زودتر از شروع آن در افراد چاق بدون اختلال بینج اینیتگ است. همچنین احتمال اینکه افراد مبتلا به اختلال بینج ایتینگ سابقهٔ نوسانات وزنی به همراه دوره‌های فراوان افزایش و کاهش مکرر وزن (Weight Cycling) داشته باشند بیشتر است. به بیان دیگر، این افراد در دوره‌های مختلفی از زندگی‌شان بیشتر از ۱۰ کیلوگرم افزایش یا کاهش وزن داشته‌اند. این اختلال همچنین ممکن است با منارک زودهنگام (آغاز قاعدگی برای اولین بار، زودتر از موقع)، گردن درد، شانه درد، یا درد قسمت پایین کمر، درد عضلانی مزمن و اختلالات متابولیک همراه باشد.

### تشخیص افتراقی
برای تشخیص افتراقی بینج ایتینگ، باید پرخوری عصبی، بی‌اشتهایی عصبی، چاقی، اختلال شخصیت مرزی، اختلالات دوقطبی و افسردگی در بیمار نیز بررسی شود.
وجه تفاوت بینج ایتینگ و پرخوری عصبی در این است که مبتلایان به بینج ایتینگ رفتارهای جبرانی مکرر مثل استفراغ، استفاده از مسهل یا رژیم‌های غذایی فشرده ندارند. همچنین وجه تفاوت بینج ایتینگ و بی‌اشتهایی عصبی، در این است که بیماران مبتلا به آن علاقه‌ای شدید به لاغری ندارند و وزنشان نرمال یا چاق است.

## درمان

### روان‌درمانی
رفتاردرمانی شناختی، (CBT) بهترین روان‌درمانی برای اختلال بینج ایتینگ است. تحقیقات نشان داده‌اند که رفتاردرمانیِ شناختی باعث کاهش بینج ایتینگ و مشکلات مرتبط با آن (مثلا افسردگی) می‌شود. با این حال کاهش وزن با این روش درمان ثابت نشده‌است. توصیه می‌شود که رفتاردرمانیِ شناختی، همراه با دارو درمانی و ورزش انجام شود. روان‌درمانی میان‌فردی (Interpersonal psychotherapy) نیز ممکن است در درمان این اختلال مفید واقع شود.
همچنین شرکت در گروه‌های خودیاری که برنامه‌های دوازده قدم را ارائه می‌کنند همانند سازمان‌های دبلیو دبلیو اینترنشنال می‌تواند مفید واقع شود؛ زیرا در این سازمان‌های از رژیم‌های غذایی که زود مد می‌شوند و زود از مد می‌افتند یا از راه حل‌های تاثیر سریع ولی دروغین خبری نیست.

### دارودرمانی
چندین نوع از داروهای بازدارنده بازجذب سروتونین (SSRI) همانند دسیپرامین، ایمی‌پرامین، توپیرامات و سیبوترامین می‌توانند برای کاهش این اختلال مؤثر واقع شوند.